# Kaiane Aldorinová
Kaiane Loise Aldorino Lopez (* 8. července 1986 Gibraltar) je gibraltarská politička a bývalá modelka.
Její předkové přišli na Gibraltar z Janova. Byla administrativní pracovnicí v nemocnici St Bernard's Hospital a věnovala se závodně tanci. V roce 2009 byla zvolena gibraltarskou královnou krásy. Na soutěži Miss World, která se konala 12. prosince 2009 v Johannesburgu, získala jako první gibraltarská reprezentantka v historii první místo.
Byl jí udělen řád Gibraltar Medallion of Honour. Od roku 2014 byla zástupkyní starosty Gibraltaru a v roce 2017 se stala nejmladší osobou ve funkci gibraltarského starosty. Funkci zastávala do roku 2019, od té doby vede gibraltarský úřad pro vztahy s veřejností.
Jejím manželem je od roku 2015 Aron Lopez, mají jednu dceru.